# セネガル川
セネガル川（セネガルがわ）は、アフリカ西部を流れる河川である。流域はギニア、マリ、モーリタニア、セネガルにおよぶ代表的な国際河川である。流域各国の共同管理のためにセネガル川開発機構（フランス語: Organisation pour la mise en valeur du fleuve Sénégal）が組織されている。上流域は歴史的に金を産出したと言われ、砂漠の塩とともにサハラ交易が発達した。そのため地中海沿岸から到達し、大西洋へ抜ける探検が行われた。

## 流路

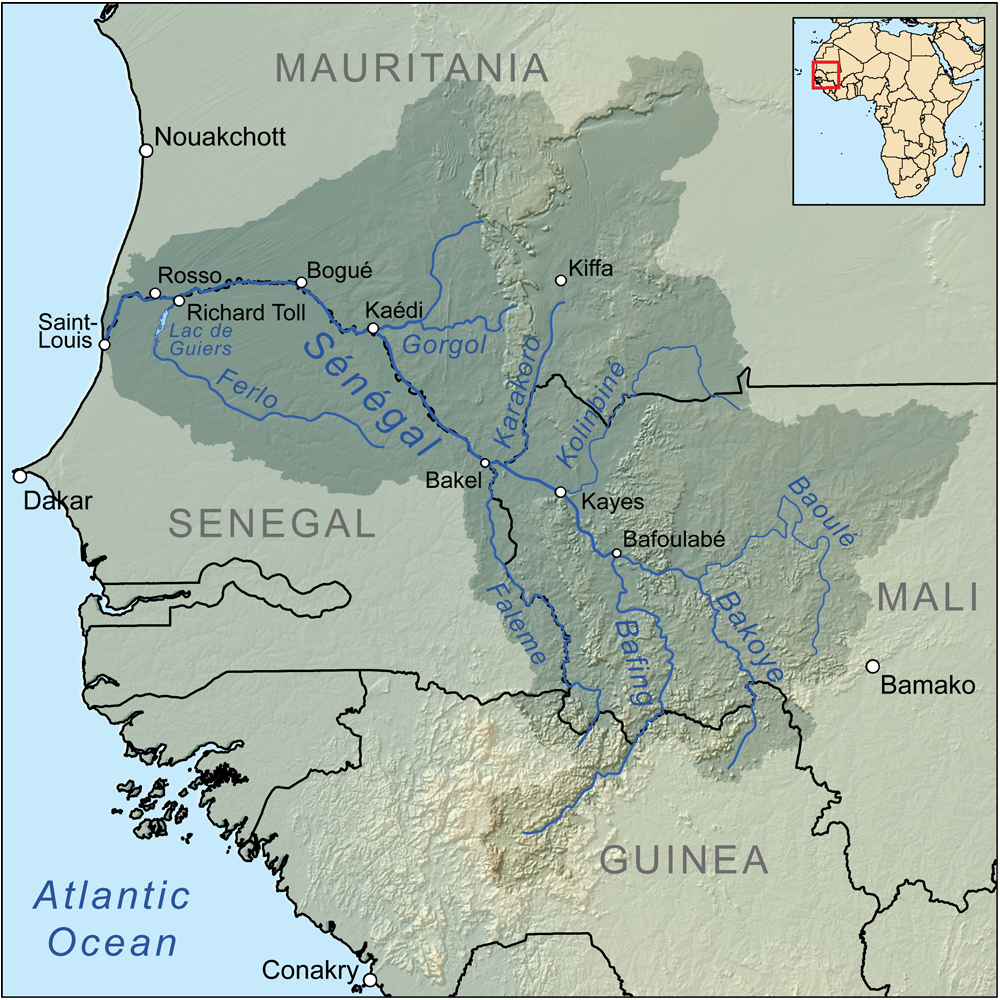
セネガル川流域

上流部はギニアに発するバフィン川とバコイ川であり、マリのバフーラベで合流してセネガル川となる。セネガル川は北西に流れ、セネガルとモーリタニアの国境となり、サンルイ州の州都サンルイで大西洋に注ぐ。河口付近の三角州にはギエ湖および世界遺産に登録されているサン＝ルイ島がある。

### 三角州
河口の三角州は起伏が少ない氾濫原で、その間に水路やラグーンが発達している。サヘル地域の南部に位置するため、内陸部に近いほど土壌の塩分濃度が高い。植生は主にサヘル地域に多いギョリュウ科などのサバナであり、水辺にはヨシ原やマングローブも見られる。毎年の11月から5月の間に、350種を超える300万羽以上の渡り鳥がセネガルのジュッジ鳥類国立公園に渡来し、モーリタニア側にもディオリング国立公園がある。特にウ科、コウノトリ科、トキ科（ヘラサギ属を含む）、サギ科（シラサギ、サンカノゴイ亜科）、カモ科（カモ、ガン、ハクチョウ）、渉禽類などの鳥類が多く見られる。2005年、三角州と周辺の地域・海域は641,768 haの国を跨ぐ生物圏保護区に登録された（うち核心地域は95,460 ha、79,298 haの海域を含む）。
一帯はムラサキサギ、アフリカヘラサギ、ヘラサギ、ダイサギ、カンムリサギ、アフリカスナバシリ、カンムリヅル、エジプトガン、モモイロペリカン、オオフラミンゴ、コフラミンゴ、ソリハシセイタカシギ、オグロシギ、ハシボソカモメ、ズアオカモメ、アメリカオオアジサシなどの鳥類、イボイノシシ、ジャッカル、パタスモンキー、ブチハイエナ、ヌママングース、オグロスナギツネ、ジェネット属などの哺乳類およびアフリカニシキヘビ、ケヅメリクガメなどの爬虫類の生息地である。海沿いにはアオウミガメ、ヒメウミガメ、アカウミガメ、タイマイ、オサガメなどのウミガメも見られる。ガゼルも昔生息していたが、近年はこの場所から消えた。三角州地帯のジュッジ鳥類国立公園、ディオリング国立公園、ンジャエル、旧河口のトブル、そして三角江の南部にあるガンブル自然保護区とバルバリー・ラグーンなどはラムサール条約登録地にも指定されている。
ボタンウキクサ、サワスズメノヒエ、オオサンショウモ、ヒメガマなどの外来種の植物の侵入が問題になっている。

## 河川施設
セネガル川には2つの大きなダム（ジャマ・ダムとマナンタリ・ダム）が、下流と上流にそれぞれ建設されている。ジャマ・ダムは1986年に建設されたセネガル川の河口近くにある海水の流入を防ぐためのダムであり、川を淡水化して稲作などの農業開発が進められている。流域の淡水化の弊害として、住血吸虫症の増加が指摘されている。

## 支流
- ゴルゴル川（フランス語版）
- ファレメ川
- カラコロ川（フランス語版）
- バフィン川 - 上流部の一方。バコイ川と合流しセネガル川となる。
- バコイ川 - 上流部の一方。バフィン川と合流しセネガル川となる。